# Europese weg 576
De Europese weg 576 of E576 is een secundaire Europese weg in het noordwesten van Roemenië.
Deze weg loopt vanaf Dej naar Cluj-Napoca en heeft een lengte van 60 kilometer.
Er is maar één rijstrook per rijrichting, al zou de weg verbreed worden tussen 2005 en 2007. Vroeger liep de weg door tot Bistrița en Suceava

## Nationale wegnummers
De E576 loopt over de volgende nationale wegnummers:
| Nummer   | Tracé             |
| Roemenië | Roemenië          |
| -------- | ----------------- |
| 1C       | Dej - Cluj-Napoca |